# 牛岛闸门

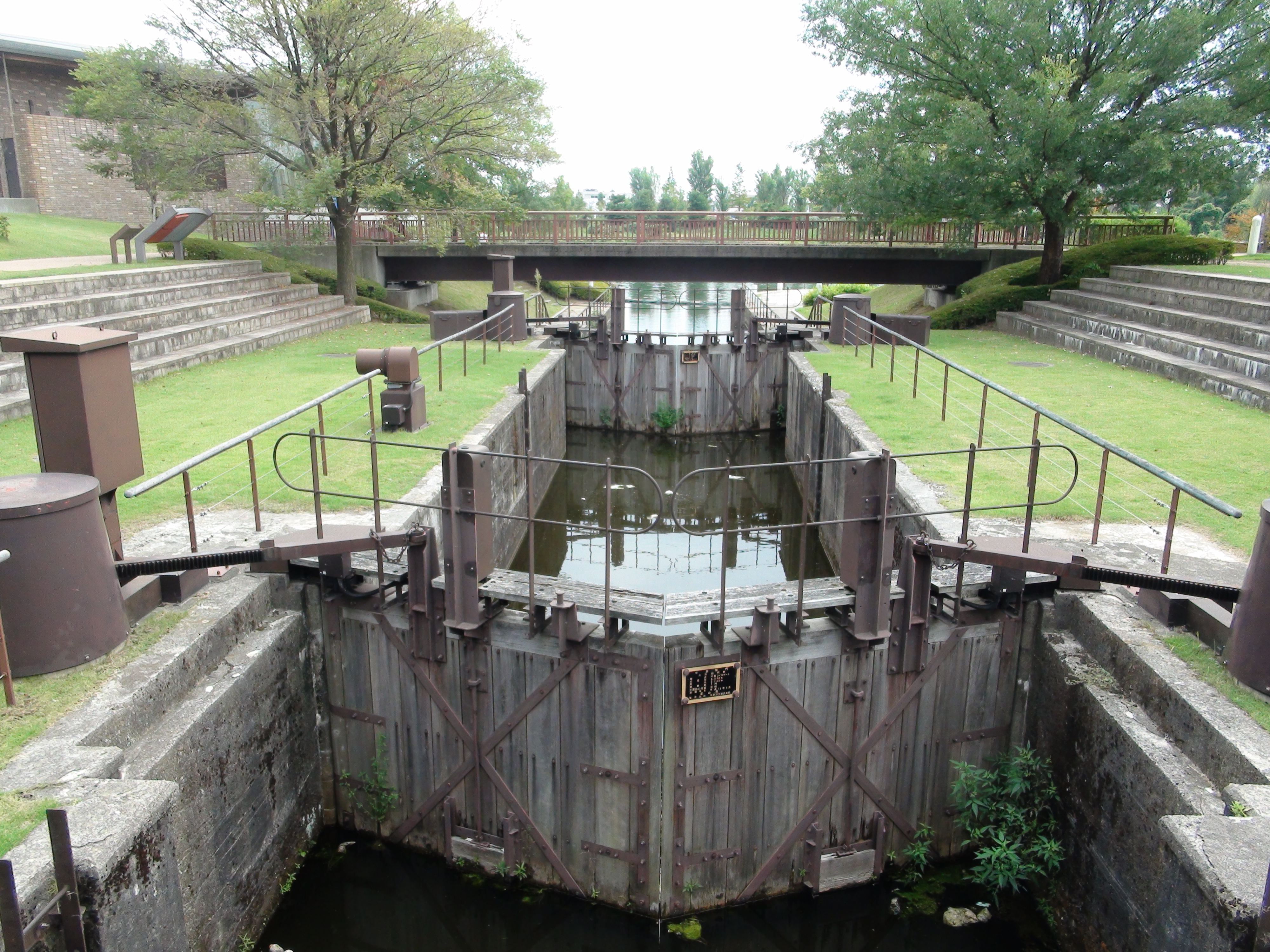
牛岛闸门（2016年9月拍摄）

牛岛闸门位於日本富山縣富山市，富岩运河上的闸门，閘門位于运河最上游的一端（南端）的富岩運河環水公園（旧港灣）内，现在也能够使用，為日本國登錄有形文化遗产。

## 概要
牛島閘門是連接著鼬川以及運河最上游（南端）港灣的巴拿马运河式的复扉闸门，閘門由木制，鼬川方面标高约3.35米，富岩運河環水公園方面标高约2.7米，可调整约0.65米的水位，主要目的是讓船只往来兩地。閘門與富岩運河、中游的中岛闸门（日本國重要文化財產）同时動工，並且於1934年竣工。

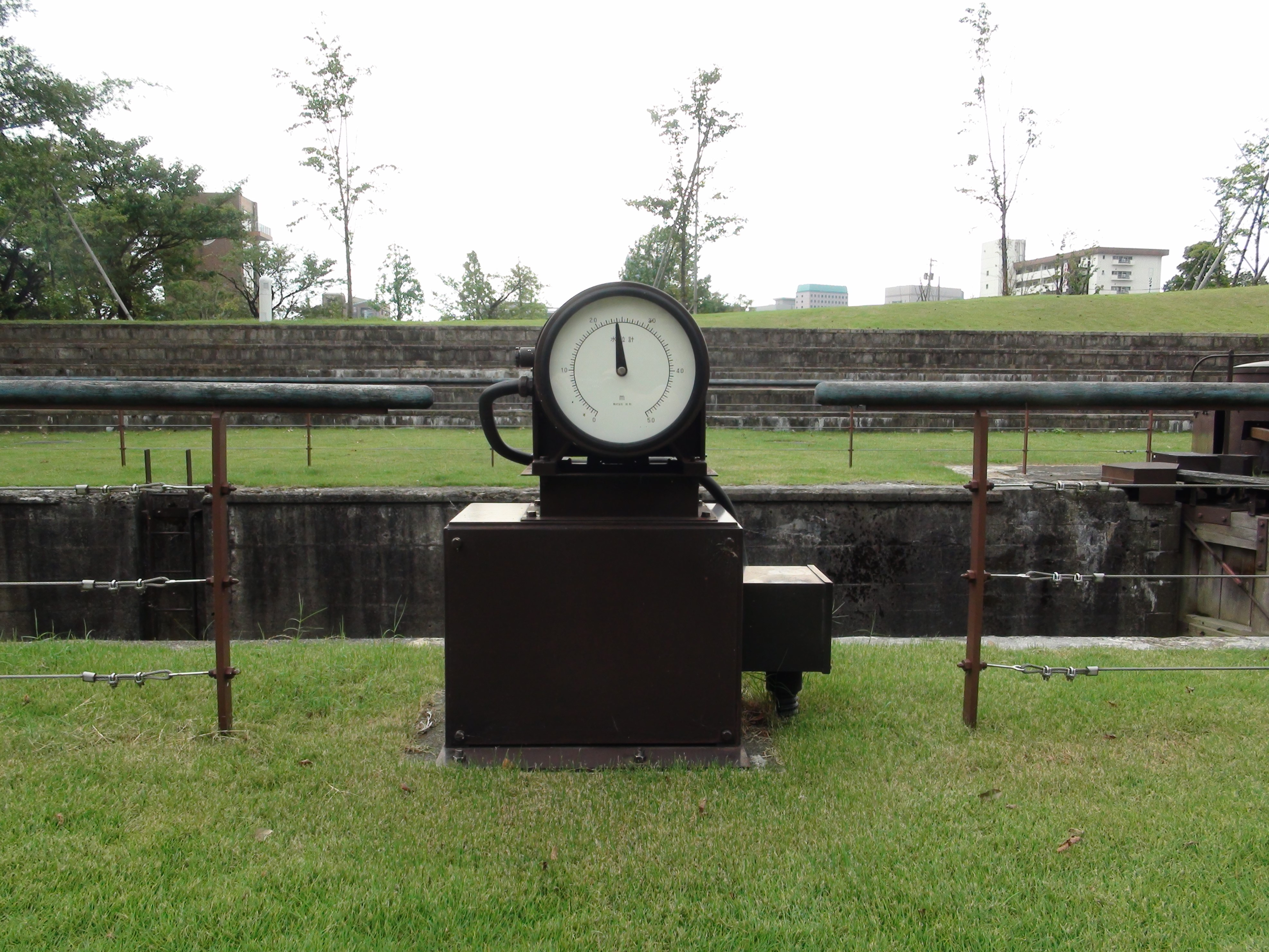
牛島閘門水位計（2016年9月撮影）